# Herpyllobius cordiformis
Herpyllobius cordiformis är en kräftdjursart som beskrevs av Lützen 1964. Herpyllobius cordiformis ingår i släktet Herpyllobius och familjen Herpyllobiidae. Inga underarter finns listade i Catalogue of Life.